# Contemporaine archeologie
Contemporaine archeologie - soms 'hedendaagse archeologie' genoemd -  is een stroming in de archeologie die zich richt op de recente geschiedenis, nauw verwant aan de antropologie en material culture studies.
Over het kader en afbakening van deze stroming is nog veel discussie. Waar sommige auteurs contemporaine archeologie afbakenen als bij voorkeur gericht op de periode waarvan de getuigen nog in leven zijn (dus voor ons tijdvak de periode vanaf ongeveer het jaar 1900), pleiten anderen juist voor een ruimere afbakening beginnend vanaf het begin van de industriële revolutie (vanaf ongeveer 1800). 
Andere discussiepunten vormen de aard van deze tak van wetenschap: sommigen benaderen de contemporaine archeologie vooral als een methode om archeologische technieken te toetsen op hun effectiviteit. Anderen wijzen er juist de grote relevantie en kracht die archeologie van de recente tijd kan hebben als instrument bij maatschappelijke problemen zoals polarisatie of de klimaatcrisis, of voor culturele verwerking van een lastig verleden zoals de Tweede Wereldoorlog. als activistisch geëngageerd instrument, of onderwerp van kunstzinnige uitingen. Aan de basis van deze discussies liggen ontologische en epistemologische verschillen in opvatting over wat de betekenis is van archeologisch bewijsmateriaal.

## Kritiek
Een van de kritieken op contemporaine archeologie als wetenschappelijke discipline is dat de afstand tot het recente verleden te kort is om objectieve wetenschap op te bedrijven. Ook wordt wel beargumenteerd dat archeologische bestudering van het recente verleden een contradictio in terminis is en daarmee onzinnig. 
Tegenargumenten tegen deze kritiek zijn dat ook de traditionele archeologie niet vrij is van subjectiviteit en dat de idee dat men met archeologische technieken het verleden kan opgraven in de kern op een misvatting berust: men kan alleen sporen opgraven die in het heden bestaan en alle interpretatie die volgt op het onderzoeksproces wordt gebonden door de beperkingen van de huidige tijdsgeest en betreft niet werkelijk het verleden zelf.

## Ontwikkeling in Nederland
Tot 2005 lijkt de contemporaine archeologie - uitzonderingen daargelaten - vrijwel niet vertegenwoordigd in het werkveld. Ook academisch is er tot vrij recent nog weinig van een contemporaine stroming zichtbaar. Dit in tegenstelling tot landen als Engeland en de Verenigde Staten waar het als tak van de archeologie al sinds de jaren 70 in opkomst is.
Een praktijk van contemporaine archeologie begint in Nederland pas in 2009 met de opkomst van de archeologie van de Tweede Wereldoorlog en de Kamparcheologie, waarmee een gestage stroom contemporain archeologische vragen, onderwerpen en projecten zijn weg naar de archeologie gevonden heeft. Een mogelijk keerpunt in deze trage ontwikkelingen in Nederland vormen de Reuvensdagen van 2012. Op dit jaarlijkse archeologie congres vond in dat jaar voor het eerst een sessie plaats met als titel 'contemporaine archeologie' en had als Nederlandse voorbeelden de archeologie van de industriële revolutie, bouwbiografie en cultuurhistorisch onderzoek in gebouwen, archeologie van twee 19de-eeuwse vuilstortlocaties, het in 1776 verdronken turfstekersdorp Beulake, historische erven in regio Ede en de plaats van de contemporaine archeologie in de Nederlandse Onderzoeksagenda Archeologie (NOaA).
In 2014 stelde de Universiteit van Amsterdam dr. James Symonds aan als hoogleraar Historical Archaeology above the Alps. Symonds zet zich als historisch archeoloog ook in voor contemporaine archeologie. In 2014 presenteerde hij onder andere een onderzoek naar de resten van het IJzeren Gordijn in Tsjechië, uitgevoerd in samenwerking met de University of Bohemia in Plzen, Tsjechië. In 2017 host Symonds voor de UvA het jaarlijkse CHAT-conference (zie onder) in Amsterdam.
In december 2022 organiseerde de Rijksdienst voor het Cultureel Erfgoed in haar serie van bijeenkomsten van het Archeologieplatform een dag met als titel 'De archeologie van de jaren 1800-2022'. Onderwerp van de dag waren onder andere vroeg 19de-eeuwse legerkampen (presentaties van Jos Bazelmans en Sjaak Mooren), vuilnisbelten uit de 20ste eeuw (Kasper van den Berghe), een project over Moluks erfgoed in Kamp Wyldemerk en een archeologisch onderzoek naar de protestbeweging 'Occupybeweging'.

## De CHAT-group
In 2003 richtte o.a. de University of London de 'CHAT-group' op en organiseerde het eerste Contemporary Archaeology and Heritage in Theory congres, dat sindsdien jaarlijks wordt gehouden in wisselende gaststeden. In 2013 verscheen 'the Oxford handbook of Archaeology of the Contemporary World', een bijbeldik standaardwerk dat het vakgebied stevig in zijn zijn schoenen zet. Met de titel wordt de naamgeving 'contemporaine archeologie' verlaten, omdat deze in enkele opzichten als problematisch werd ervaren, niet in het minst omdat ze ook 'hedendaagse archeologie' kan betekenen. Op die manier verwoord is de naam misleidend, omdat er net zo goed contemporaine steentijd archeologen zijn, in die betekenis van het woord. 